# 花式塔
花式塔也可称作异形塔，这一类塔的没有固定的规制，造型很不正常，有时是几种类型的塔的组合。从组合形式上，有的是将楼阁式塔与覆钵式塔相结合，或密檐式塔与覆钵式塔相结合，或经幢式塔与金刚宝座式塔相结合。造型的变化还反映在分层、雕刻、组合顺序上于其它类型的塔差异明显。
花式塔从北魏开始出现，这类塔数量不多，各个朝代或多或少都有建造，多建在塔林或大的塔群中。花式塔中，有一种花塔，是辽金元三个时代在北京地区创造的一种式样，也不是正常看到的式样。通常塔身的上半部分是莲花状，有的演化为层层的亭阁式佛龛，远看如花朵一般。花式塔通常结合了亭阁式塔的顶部装饰、密檐式塔的须弥座和楼阁式塔的塔身，这种塔的造型有很强的宗教色彩。目前现存的花塔仅有十几处，其中两处在北京。元代建造的小型石塔由大量的花式塔。这一时期社会复杂，国家缺少统一的标准，使塔建缺少规律，因此塔的造型各异。明清是的墓塔样式很多，几种形式的组合很常见。
花式塔的产生体现了建造者和设计者的标新立异，是一种形式上的创新和尝试。
- 镇岗塔
- 圆正法师塔（见白瀑寺）
- 广惠寺华塔